# Enzo & Cass
Enzo & Cass sono stati una tag team di wrestling attiva nella WWE tra il 2013 e il 2017, formata da Enzo Amore e Big Cass.

## Storia

### NXT (2013–2016)
Enzo Amore e Colin Cassady, amici fin da quando avevano quindici anni, formano un tag team riuscendo a battere Mason Ryan (con il quale Amore singolarmente veniva sconfitto). Hanno successivamente un feud contro il team di Sylvester Lefort, formato da Scott Dawson e Alexander Rusev. Nell'agosto 2013 Amore e Cass partecipano ad un torneo per l'NXT Tag Team Championship dove eliminano Tye Dillinger e Jason Jordan ma vengono in seguito eliminati dai Vaudevillains (Aiden English e Simon Gotch). Il 25 settembre hanno l'opportunità di diventare i primi sfidanti per l'NXT Tag Team Championship in un Fatal 4-Way Gauntlet Tag Team match che vede vincitori gli Ascension. In seguito continuano la faida con Lefort e riescono a vincerla quando Amore sconfigge il francese in un Hair vs. Hair match ad NXT TakeOver: Fatal 4-Way l'11 settembre 2014. Amore e Cass si alleano in seguito con la debuttante Carmella. L'11 marzo 2015 Amore e Cass sconfiggono i Lucha Dragons (Kalisto e Sin Cara) diventando i contendenti nº1 agli NXT Tag Team Championships; iniziano di conseguenza una faida con gli NXT Tag Team Champions Blake e Murphy: il 20 maggio ad NXT TakeOver: Unstoppable Enzo e Cass non riescono a conquistare i titoli a causa dell'interferenza di Alexa Bliss. Il 16 dicembre ad NXT TakeOver: London affrontano i nuovi campioni di coppia di NXT, i Revival (Dash Wilder e Scott Dawson), ma anche in quest'occasione non riescono a conquistare le cinture. Il 12 marzo 2016 a Roadblock Enzo e Cass perdono ancora contro i Revival, che dunque mantengono i titoli.

### Main roster (2016-2017)
Enzo Amore e Colin Cassady debuttano nella puntata di Raw del 4 aprile 2016 in cui i due arrivano sul ring e hanno un'accesa discussione con i Dudley Boyz (Bubba Ray Dudley e D-Von Dudley).
La settimana dopo, Amore e Cassady ritornano a Raw discutendo ancora una volta con i Dudley Boyz. Nella puntata di SmackDown del 14 aprile Amore e Cassady prendono parte ad un torneo per decretare gli sfidanti al WWE Tag Team Championship detenuto dal New Day dove affrontano e sconfiggono ai quarti di finale gli Ascension. Nella semifinale, invece, svoltasi il 18 aprile a Raw, Enzo e Cass sconfiggono i Dudley Boyz, qualificandosi per la finale dove affronteranno i Vaudevillains (Aiden English e Simon Gotch) (loro vecchi rivali ad NXT) a Payback. Nella puntata di SmackDown del 28 aprile Amore e Cass trionfano su Bo Dallas e Curtis Axel dei Social Outcasts. Durante la finale del torneo contro i Vaudevillains, svoltasi il 1º maggio a Payback, Enzo impatta in malo modo contro la seconda corda dopo che Simon Gotch esegue su di lui una Irish Whip, cadendo a terra privo di sensi. Viene trasportato in ambulanza ad un ospedale dove gli viene diagnosticata una commozione cerebrale, nonostante tutto viene dimesso poche ore dopo l'infortunio, mentre il match termina in un no contest. Ciononostante i Vaudevillains hanno vinto a tavolino l'incontro, diventando contendenti nº1 ai titoli di coppia. Nella puntata di Raw del 2 maggio Cass e i New Day affrontano e sconfiggono i Vaudevillains e i Dudley Boyz. A causa dell'infortunio di Enzo, Cass ha iniziato a lottare in singolo (cambiando il suo ringname in Big Cass) e nella puntata di Raw del 16 maggio ha sconfitto D-Von Dudley. Dopo che Enzo è tornato nella puntata di Raw del 23 maggio, Cass ha sconfitto Bubba Ray Dudley. Il 19 giugno a Money in the Bank Enzo e Cass non sono riusciti a conquistare il WWE Tag Team Championship in un Fatal 4-Way Tag Team match che includeva anche Karl Anderson e Luke Gallows, i Vaudevillains e i campioni del New Day, poiché questi ultimi hanno vinto l'incontro, mantenendo i titoli. Nella puntata di Raw del 27 giugno Enzo e Cass sconfiggono in pochi secondi due jobber locali e, al termine del match, vengono sfottuti dai Social Outcasts (Bo Dallas, Curtis Axel e Heath Slater). Nella puntata di Raw del 4 luglio Enzo e Cass sconfiggono Bo Dallas e Curtis Axel. Poco più tardi, quella stessa sera, aiutano John Cena dall'attacco del Club (AJ Styles, Karl Anderson e Luke Gallows). Nella puntata di Raw dell'11 luglio Enzo e Cass hanno sconfitto Anderson e Gallows per squalifica a causa dell'intervento di AJ Styles. Nella puntata di SmackDown del 14 luglio Enzo e Cass sono stati sconfitti da Anderson e Styles a causa dell'interferenza di Gallows. Nella puntata di Raw del 18 luglio Enzo, Cass, John Cena e il New Day sono stati sconfitti dal Club e dalla Wyatt Family (Bray Wyatt, Braun Strowman e Erick Rowan) in un 12-Man Tag Team match.
Con la Draft Lottery avvenuta nella puntata di SmackDown del 19 luglio, sia Enzo che Cass sono stati trasferiti nel roster di Raw. Il 24 luglio a Battleground Enzo, Cass e John Cena hanno sconfitto il Club. Nella puntata di Raw del 25 luglio Enzo e Cass hanno sconfitto i The Shining Stars (Primo e Epico) a causa dell'interferenza dei Golden Truth (Goldust e R-Truth). Il 21 agosto a SummerSlam Enzo e Cass sono stati sconfitti dai Jeri-KO (Chris Jericho e Kevin Owens). Il 5 settembre, a Raw, Enzo & Cass sono stati sconfitti dagli Shining Stars in maniera molto fortuita. Nella puntata di Raw del 19 settembre Enzo e Cass hanno partecipato ad un 10-Man Tag Team match insieme a Big E e Kofi Kingston del New Day e Sami Zayn contro gli Shining Stars, Luke Gallows, Karl Anderson e Chris Jericho, uscendone vincitori. Nella puntata di Raw del 26 settembre Enzo e Cass sono stati sconfitti dai Jeri-KO. Il 30 ottobre a Hell in a Cell Enzo e Cass sono stati sconfitti da Luke Gallows e Karl Anderson. Nella puntata di Raw del 14 novembre Enzo Amore, Big Cass, Luke Gallows e Karl Anderson hanno sconfitto i Golden Truth e gli Shining Stars. Il 20 novembre a Survivor Series Enzo e Big Cass hanno preso parte al 10-on-10 Traditional Survivor Series Tag Team Elimination match come parte del Team Raw contro il Team SmackDown, ma sono stati eliminati dagli Usos (Jey Uso e Jimmy Uso); nonostante questo, però, il Team Raw ha vinto lo stesso l'incontro.
Nella puntata di Raw del 16 gennaio 2017 Enzo e Cass hanno sconfitto Rusev e Jinder Mahal. Nella puntata di Raw del 23 gennaio Enzo, Cass e Big E e Kofi Kingston del New Day sono stati sconfitti da Rusev, Jinder Mahal, Titus O'Neil e Braun Strowman. Nella puntata di Raw del 30 gennaio Enzo e Cass hanno sconfitto Rusev e Jinder Mahal in un Tornado Tag Team match. Nella puntata di Raw del 20 febbraio Enzo e Cass hanno sconfitto Cesaro e Sheamus, diventando i contendenti nº1 al WWE Raw Tag Team Championship di Karl Anderson e Luke Gallows per Fastlane. Il 5 marzo, a Fastlane, Enzo e Cass sono stati sconfitti da Karl Anderson e Luke Gallows, fallendo l'assalto ai titoli. Nella puntata di Raw del 6 marzo Enzo e Cass sono stati sconfitti per squalifica da Gallows e Anderson a causa dell'intervento di Cesaro e Sheamus, fallendo l'assalto ai titoli di coppia. Nella puntata di Raw del 13 marzo il match tra Enzo e Cass contro Cesaro e Sheamus per determinare il contendente nº1 al WWE Raw Tag Team Championship di Luke Gallows e Karl Anderson per WrestleMania 33 è terminato in doppia squalifica a causa dell'intervento dei campioni ad entrambi i tag team contendenti. Nella puntata di Raw del 20 marzo Enzo, Cass, Luke Gallows e Karl Anderson sono stati sconfitti da Cesaro e Sheamus in un 4-on-2 Handicap match dove, qualora i due avessero perso, avrebbero dovuto rinunciare al loro incontro titolato di WrestleMania 33 per il WWE Raw Tag Team Championship. Il 2 aprile, a WrestleMania 33, Enzo e Cass hanno affrontato Gallows e Anderson, Cesaro e Sheamus e i rientranti Hardy Boyz (Jeff Hardy e Matt Hardy) in un Fatal 4-Way Ladder Match per il WWE Raw Tag Team Championship ma il match è stato vinto dai fratelli Hardy. Nella puntata di Raw del 3 aprile Enzo e Cass hanno affrontato Cesaro e Sheamus per determinare i contendenti nº1 al WWE Raw Tag Team Championship degli Hardy Boyz ma sono stati sconfitti. Nella puntata di Raw del 17 aprile Enzo e Cass sono stati sconfitti da Luke Gallows e Karl Anderson. Il 30 aprile, nel Kick-off di Payback, Enzo e Cass hanno sconfitto Luke Gallows e Karl Anderson. Nella puntata di Raw dell'8 maggio Enzo e Cass hanno partecipato ad un Tag Team Turmoil match per determinare i contendenti nº1 al WWE Raw Tag Team Championship degli Hardy Boyz ma sono stati eliminati da Cesaro e Sheamus. Nella puntata di Raw del 12 giugno Enzo e Cass sono stati sconfitti da Luke Gallows e Karl Anderson. Dopo che Enzo è stato aggredito in diverse occasioni nel backstage, nella puntata di Raw del 19 giugno è stato rivelato che il suo aggressore era in realtà Big Cass: questi, infatti, ha effettuato un turn heel attaccando Enzo, giustificando tale gesto per essersi stufato di averlo sempre aiutato.

## Nel wrestling

### Mosse finali in coppia
- Bada Boom Shakalaka (Splash di Enzo Amore assistito da Big Cass)

### Mosse finali dei singoli wrestler
- Enzo Amore
  - Air Enzo (Splash)
  - DDG (Tornado DDT)
- Big Cass
  - East River Crossing (Swinging side slam)
  - 7'0 Boot (Big boot)

### Manager
- Carmella

### Soprannomi
- "The Certified Gs"
- "The Realest Guys in the Room"

### Musiche d'ingresso
- SAWFT is a Sin dei CFO$ (2 luglio 2013–19 giugno 2017)

## Titoli e riconoscimenti
- WWE
  - NXT Year–End Award (1)
    - Tag Team of the Year (2015)[2]